# آراکار
آراکار (به اسپانیایی: Aracar) آتشفشانی چینه‌ای به ارتفاع ۶۰۸۲ متر است که در شمال غربی آرژانتین در آمریکای جنوبی قرار دارد.

## مشخصات
آراکار آتشفشانی با دامنه‌های شیبدار است که در شرق مرز آرژانتین با شیلی قرار گرفته است. دهانهٔ جوان آتشفشان که دریاچه‌ای کوچک را شامل می‌شود در قلهٔ آراکار واقع است و قطری بین ۱ تا ۱.۵ کیلومتر دارد.
آتشفشان آراکار در طول سه چرخهٔ فورانی در دورهٔ پلیوسن شکل گرفته است. این آتشفشان آندزیتی روی مخروط‌های گدازه‌ای داسیتی را پوشانده است و جریان‌های گدازه‌ای که تا به امروز نیز به‌نسبت خوب حفظ شده‌اند در پای آتشفشان و پایینتر از ارتفاع ۴۵۰۰ متری یافت می‌شوند. اما جریان‌های گدازه در بخش‌های بالاتر آتشفشان که بیانگر فعالیت‌هایی جوان‌تر است دیده نمی‌شود.

## فعالیت‌های آتشفشانی
این آتشفشان احتمالاً هنوز هم فعال است گرچه اطلاعات زیادی در رابطه با سن و تاریخچهٔ فعالیت‌های آن وجود ندارد.
همچنین در سال ۱۹۹۳ مواردی از دیده شدن ستون‌های احتمالی خاکستر در قلهٔ آتشفشان گزارش شد، با وجود این مشخص نشد که آیا آنها گرد و خاک ناشی از سقوط سنگ بودند یا زبانه‌های ناشی از یک فوران آتشفشانی.